# Parti patriote (Turquie)
Pour les articles homonymes, voir Parti patriote.
Le Parti patriote (turc: Vatan partisi, abrégé VP) est un parti politique turc fondé le 15 février 2015 sous la direction de Doğu Perinçek, qui est son président, et qui a pour symbole une étoile entre deux épis de blé,.

## Histoire
Le parti est fondé le 15 février 2015, lors de l'Assemblée générale extraordinaire du Parti des travailleurs, convoquée en tant qu'Union pour le gouvernement national, pour rassembler et unir les populistes, nationalistes et socialistes, comme indiqué dans le programme du congrès.

## Principes
Le Parti soutient que le processus révolutionnaire turc de 150 ans est la continuation et l'héritier de la tradition du parti pionnier de Namık Kemal à Mustafa Kemal et de la conscience intellectuelle et organisationnelle produite par les partis ouvriers qui font partie intégrante de ce processus. Servir l'indépendance de la nation, l'intégrité de la patrie, le bonheur du peuple, la paix intérieure et dans le monde, la Révolution française de l'humanité, la guerre d'indépendance et la révolution américaine, la Révolution soviétique, la guerre d'indépendance turque, la Révolution chinoise et la guerre d'indépendance algérienne. Il défend l'indépendance, la liberté, la paix et les connaissances qu'il a acquises avec de grandes percées révolutionnaires comme celles-ci et déclare qu'il soutient les luttes dans cette direction.

### Indépendance idéologique et organisationnelle
Le parti est basé sur l'indépendance idéologique et organisationnelle. Il refuse d'être gouverné par un autre pays ou un autre parti. Il exprime qu'il appliquera avec soin les principes d'indépendance et d'égalité dans ses relations avec les partis politiques, les organisations patriotiques et syndicales des autres pays du monde.

### Solidarité anti-impérialiste
Le Parti Vatan exprime son soutien à l'indépendance des États, à la libération des nations et aux luttes révolutionnaires des peuples contre l'impérialisme.

## Politique étrangère
Le parti est fortement pro-Russie et pro-Chine et anti-américain en raison de son idéologie eurasienne. Il est également fortement anti-OTAN et plaide pour le départ de la Turquie de celle-ci. Il est également contre la candidature de la Turquie à l'UE.
Le Parti patriotique soutient des relations solides avec des pays comme l'Iran et la Corée du Nord. Il entretient également de solides relations de parti à parti avec des partis tels que le Parti communiste chinois et le Parti du travail de Corée.
Le parti s'oppose fermement à l'intervention turque actuelle en Syrie (en) et promeut activement de meilleures relations avec le gouvernement Assad. Cependant, il soutient l'opération militaire turque contre Rojava. En 2022, le parti et son dirigeant, Doğu Perinçek, soutiennent ouvertement Vladimir Poutine et l'invasion russe de l'Ukraine en 2022,, affirmant que « c'est l'arme que la Russie utilise actuellement qui apporte la paix et la tranquillité ».

## Résultats électoraux

### Élections législatives
| Année   | Voix    | %    | Rang | Sièges  |
| ------- | ------- | ---- | ---- | ------- |
| 06/2015 | 161 616 | 0,35 | 6e   | 0 / 550 |
| 11/2015 | 118 803 | 0,25 | 7e   | 0 / 550 |
| 2018    | 117 779 | 0,23 | 8e   | 0 / 600 |
| 2023    | 54 789  | 0,10 | 17e  | 0 / 600 |